# Denes de Holesch
Denes de Holesch (* 9. Februar 1910 in Besztercebánya, Königreich Ungarn; † 11. Mai 1983 in Budapest) war ein ungarischer Maler. Er wurde niemals sesshaft und lebte in zahlreichen Ländern auf vier Kontinenten. Sein Lieblingsmotiv waren Pferde.

## Leben
Denes de Holesch war das dritte Kind und jüngster Sohn des Architekten Hugo de Holesch und Margit, geborene Wagner. Schon in jungen Jahren interessierte er sich für Malerei, Musik und Pferde. 1928 erhielt er ein Stipendium an der Ungarischen Akademie der Schönen Künste in Budapest.
Nach seinem Studienabschluss reiste er 1933 über Korea und die Mandschurei nach China. Hier schuf er Porträts von Einheimischen in Öl und als Lithografien sowie Landschaftsbilder in Öl. 1935 veranstaltete er eine große Ausstellung seiner in China geschaffenen Werke in Shanghai. 1936 reiste er über Hongkong und Japan auf die Philippinen. Er lebte zunächst im Nordwesten der Insel Luzon bei einem Stamm der Igorot und zog dann nach Manila, wo er den Staatspräsidenten Manuel Quezon porträtierte und ein Studio eröffnete. 1937 reiste er nach Java und dann weiter nach Bali. 1938 begleitete er in Australien eine der von der australischen Regierung unterstützte dreimonatige Expedition als offizieller Künstler. Er schuf eine Reihe von Landschaftsbildern und Porträts der Ureinwohner Nordaustraliens.
Nach der Rückkehr von der Expedition fand 1939 in Sydney eine Ausstellung der während der Expedition entstandenen Kunstwerke und Fotografien statt. De Holesch richtete ein Studio in einem Bootsschuppen in der Nähe von Sydney ein und blieb dort fast fünf Jahre. In dieser Zeit erhielt er zahlreiche Porträtaufträge. Am 23. März 1944 heiratete er in Sydney Joyce Greer (1918–2009), eine australische Konzertpianistin. Am 20. Dezember wurde ihre Tochter Laura geboren.
Im Oktober 1945 siedelte er nach New York um. Ab dieser Zeit wandte er sich der Pferdemalerei zu.  1946 zog er nach Montreal, wo seine Werke in der National Gallery of Montreal ausgestellt wurden. Sein Sohn Hugo wurde am 12. Juni geboren. Anfang 1947 zog er nach Boston und malte weiterhin Porträts und Pferde. Ende des Jahres zog er nach San Francisco. 1948 fertigte er Tonskulpturen an, u. a. von Egon Petri. Seine Gemälde wurden für eine Gruppenausstellung in der National Gallery of San Francisco und für die Ausstellung „Renoir to Picasso“ in den Maxwell's Galleries in San Francisco, ausgewählt.
1950 zog er nach London um, wo er 1951 den Schriftsteller Neville Cardus porträtierte und dann nach New York zurückkehrte. 1952 erhielt er eine Einbürgerungsurkunde der Vereinigten Staaten von Amerika. Ende des Jahres reiste er zurück nach England und lebte in Buckinghamshire. Seine Werke wurden 1953 in eine Gruppenausstellung von Impressionisten in der Ohana Gallery in London aufgenommen. 1954 reiste er nach New York, wo er den Nobelpreisträger Herbert Spencer Gasser porträtierte. Anschließend kehrte er nach England zurück und reiste dann nach Paris, um Werke in der Galerie Marcel Lenoir auszustellen.
1956 kehrte er nach New York zurück, um an Porträtaufträgen und für Ausstellungen seiner Werke, hauptsächlich von Pferden, zu arbeiten. Diese Ausstellungen fanden in New York, Boston, San Francisco und Chicago statt. Seine Arbeit wurde von Hollywood-Filmstars wie Ann Rutherford und Burt Lancaster (er malte dessen fünf Kinder) bewundert. David Niven kaufte eines der Pferdegemälde, um es Grace Kelly als Hochzeitsgeschenk anlässlich ihrer Hochzeit Fürst Rainier III. von Monaco zu schenken.
1958 kehrte er nach England zurück und lebte am Markham Square in Chelsea. Triton Press in New York produzierte Kunstdrucke seiner Pferdebilder „Courtship“, „Chargers“ und „Rehearsal“. Die Drucke von „Courtship“ und „Chargers“ wurden im „Everywoman's Family Circle“ beworben und Schätzungen zufolge in den nächsten zehn Jahren fast eine Million Mal verkauft. „Courtship“ wurde von Sterns Buchabteilung in New York zusammen mit Drucken von Picasso, Degas, Modigliani und Renoir beworben.
1960 zog er nach Antibes. Eine Ausstellung fand in Cannes statt und seine Werke wurden nun dauerhaft in den Galerien Madsen und Davis in Paris ausgestellt. 1961 wurde er von Picasso zu einem Stierkampf in Südfrankreich eingeladen, der anlässlich dessen 80. Geburtstags organisiert wurde. In mehreren seiner Gemälde tauchten anschließend Szenen von Stierkämpfen auf.
1963 zog er nach London und für Porträtaufträge nach New York. Anschließend reiste er nach Mexiko-Stadt, wo seine Werke in der Galerie Arte de Coleccionistas ausgestellt wurden. Ende des Jahres kehrte er nach England zurück und zog dann nach Wien um. 1964 zog er nach Baden-Württemberg um und blieb dort drei Jahre. Anschließend zog er in ein altes Bauernhaus in Voulangis. 1973 reiste er nach Beverly Hills, wo seine Werke in einer großen Einzelausstellung im Beverly Hills Hilton ausgestellt wurden. Im selben Jahr heiratete seine Tochter Laura britischen Dramatiker Christopher Hampton. 1975 wohnte er fast ein Jahr in der Brunnenburg in Südtirol. Er stellte seine Werke in einer Gruppenausstellung in Meran aus, in der auch Werke von Dalí und Annigoni zu sehen waren. In den nächsten Jahren lebte er in Ottawa und in Westmount in Kanada. In dieser Zeit malte er ein Porträt von Papst Johannes Paul II. Ab 1981 lebte er in Oxford und anschließend in Southam in Warwickshire.
1983 reiste er nach Ungarn, wo er am 11. Mai in Budapest an Krebs starb.

## Pferdemalerei
Sein Lieblingsmotiv waren Pferde. Seine Pferdegemälde lassen sich in sieben Themen einteilen: Polo, Zirkus, Rodeo, Jagd, Stierkampf, Rennbahn und Freilauf. Auf diesem Gebiet vergleichen Kritiker seine Werke mit denen von Pablo Picasso, Théodore Géricault, Auguste Delacroix, Antoine-Jean Gros, und Franz Marc.
In seiner Biografie „Holesch (1910–1983) Horse Paintings“ schrieb der australische Kunsthistoriker Andrew Mackenzie: „Obwohl er zahllose Pferde malte, ist jede Leinwand einmalig und eine individuelle Studie, die die Persönlichkeit eines Tieres von universellem Reiz erfasst, ein Erbe einer Tradition, die so alt ist wie die Menschheit.“
In einem Artikel in der mexikanischen Zeitschrift „Impacto“ wurde de Holesch als „Pintor de Caballos“ beschrieben. Harold Acton beschrieb ihn als „Stubbs des 20. Jahrhunderts“.

## Museen
Zu den wichtigsten Museen, die Werke von Denes de Holesch besitzen, gehören:
- Ungarische Nationalgalerie, Budapest, Ungarn
- Szépművészeti Múzeum, Budapest, Ungarn
- Bibliothèque nationale de France, Paris, Frankreich
- Musée des Beaux-Arts de la Ville de Paris, Paris, Frankreich
- Museo Taurino, Madrid, Spanien
- Fogg Art Museum, Cambridge, USA
- Wadsworth Atheneum, Hartford, USA
- Worcester Art Museum, Worcester, USA

## Auszeichnungen
Die Werke von Denes de Holesch gewannen zahlreiche Kunstpreise, darunter:
- Grand Prix de Noel, Centre Artistique International, Nizza (1972)
- Gran Premio Della Citta Eterna, Rom (1972)
- 9. Grand Prix International de Peinture de la Côte d’Azur, Cannes (1973)
- Rencontre Internationale de Peinture, Le Puy-en-Velay (1973)
- XXV. Grand Prix International de Peinture de Deauville (1974)